# Justicia uvida
Justicia uvida är en akantusväxtart som beskrevs av D.C. Wasshausen. Justicia uvida ingår i släktet Justicia och familjen akantusväxter. Inga underarter finns listade i Catalogue of Life.